# Baie de Mutsu
La baie de Mutsu (陸奥湾, Mutsu-wan) est une baie située dans la préfecture d'Aomori au Japon. Elle est en fait constituée de trois baies distinctes : la baie d'Aomori, la baie de Noheji et la baie d'Ōminato et couvre une superficie d'environ 1 660 km2. La culture des coquilles Saint-Jacques y est prospère.